# سلاح الجو للجيش الأمريكي
سلاح الجو للجيش الأمريكي (الإنجليزية: United States Army Air Corps؛ واختصارًا USAF) هو المكون العسكري للحرب الجوية للجيش الأمريكي بين عامي 1926 و1941، بعد الحرب العالمية الأولى، ومع تزايد أهمية الطيران المبكر في الحرب الحديثة، نشأ خلاف فلسفي بين أفراد الجيش الأرضي التقليديين وأولئك الذين شعروا بأن الطائرات لم يتم استغلالها بالشكل الكافي وأن العمليات الجوية كانت مقيدة لأسباب سياسية لا علاقة لها بفعاليتها. تمت إعادة تسمية USAAC من خدمة جيش الولايات المتحدة الجوية السابقة في 2 يوليو 1926، وكانت جزءًا من جيش الولايات المتحدة الأكبر، وأصبح سلاح الجو القوات الجوية للجيش الأمريكي (USAAF) في 20 يونيو 1941، مما منحه استقلالية أكبر عن هيكل القيادة المتوسطة المستوى في الجيش خلال الحرب العالمية الثانية، على الرغم من عدم كونها مستوى إداريًا، ظلت القوات الجوية (AC) واحدة من الأذرع القتالية للجيش حتى عام 1947، عندما تم إلغاؤها قانونيًا بموجب التشريع الذي أنشأ وزارة القوات الجوية.
تمت إعادة تسمية سلاح الجو من قبل الكونجرس الأمريكي إلى حد كبير كحل وسط بين أنصار إنشاء ذراع جوية منفصلة وأولئك الذين ينتمون إلى القيادة العليا للجيش التقليديين الذين نظروا إلى ذراع الطيران كفرع مساعد لدعم القوات البرية، على الرغم من أن أعضاءها عملوا على تعزيز مفهوم القوة الجوية والقوات الجوية المستقلة في السنوات بين الحربين العالميتين، إلا أن هدفها الأساسي وفقًا لسياسة الجيش ظل دعم القوات البرية بدلاً من العمليات المستقلة.
في الأول من مارس عام 1935، وبينما كان الجيش لا يزال يكافح مع قضية سلاح جوي منفصل، قام بتنشيط المقر العام للقوات الجوية للسيطرة المركزية على وحدات القتال الجوي داخل الولايات المتحدة القارية، منفصلة عن سلاح الجو ولكن بالتنسيق معه. إن فصل سلاح الجو عن السيطرة على وحداته القتالية تسبب في مشاكل تتعلق بوحدة القيادة والتي أصبحت أكثر حدة مع توسع سلاح الجو استعدادًا للحرب العالمية الثانية. وقد تم حل هذه المشكلة من خلال إنشاء القوات الجوية للجيش، مما جعل المنظمتين تابعتين للقيادة العليا الجديدة.
في 20 يونيو 1941، تغير وجود سلاح الجو باعتباره الذراع الجوي الأساسي للجيش الأمريكي إلى كونه مجرد عناصر تدريب ولوجستيات تابعة للقوات الجوية للجيش الأمريكي الجديدة آنذاك، والتي احتضنت ما كان يسمى سابقًا بمقر سلاح الجو العام تحت منظمة قيادة القتال الجوي الجديدة لعمليات القتال في الخطوط الأمامية، هذا العنصر الجديد، إلى جانب سلاح الجو، يشكل القوات الجوية الأمريكية.
توقف سلاح الجو عن امتلاك هيكل إداري بعد 9 مارس 1942، ولكن باعتباره المنظمة القانونية الدائمة لسلاح الجو، والمكون الرئيسي للقوات الجوية للجيش، فإن الغالبية العظمى من الأفراد المعينين في سلاح الجو كانوا أعضاء في سلاح الجو.

## إنشاء سلاح الجو
كان لسلاح الجو الأمريكي تاريخ قصير ولكن مضطرب، حيث تم إنشاء الخدمة الجوية للجيش الأمريكي خلال الحرب العالمية الأولى بموجب أمر تنفيذي من الرئيس وودرو ويلسون بعد دخول أمريكا الحرب في أبريل 1917 حيث أصبح الاستخدام المتزايد للطائرات والاستخدامات العسكرية للطيران واضحًا مع استمرار الحرب إلى ذروتها، وحصلت الخدمة الجوية للجيش الأمريكي على سلطة تشريعية دائمة في عام 1920 كذراع مقاتلة لجيش الولايات المتحدة. وقد تلا ذلك صراع دام ست سنوات بين أنصار القوة الجوية وأنصار الخدمات العسكرية التقليدية حول قيمة القوة الجوية المستقلة، وقد اشتد الصراع على الأموال بسبب الميزانيات الضئيلة، وهو ما كان بمثابة حافز للاستقلال مثل أي عامل آخر.
في عام 1923، أوصت هيئة لاسيتر، وهي مجموعة من ضباط هيئة الأركان العامة، بتعزيز الخدمة الجوية بقوة هجومية من وحدات القصف والمطاردة تحت قيادة المقر العام للجيش في زمن الحرب، وأصبحت العديد من توصياتها بمثابة لوائح للجيش. كانت وزارة الحرب ترغب في تنفيذ توصيات مجلس لاسيتر، ولكن إدارة الرئيس كالفين كوليدج اختارت بدلاً من ذلك التوفير من خلال خفض الميزانيات العسكرية بشكل جذري، وخاصة ميزانيات الجيشفي ديسمبر 1925، اقترحت لجنة لامبرت التابعة لمجلس النواب إنشاء قوة جوية موحدة مستقلة عن الجيش والبحرية، بالإضافة إلى وزارة دفاع لتنسيق الخدمات المسلحة الثلاثومع ذلك، تم تعيين مجلس آخر، برئاسة دوايت مورو، في سبتمبر/أيلول 1925 من قبل كوليدج، ظاهريًا لدراسة أفضل الوسائل لتطوير واستخدام الطائرات في الدفاع الوطني، ولكن في الواقع كان الهدف هو تقليل التأثير السياسي للمحاكمة العسكرية الوشيكة لبيلي ميتشل ومنع نتائج لجنة لامبرت. وأعلنت أنه من غير المرجح أن يكون هناك تهديد بهجوم جوي على الولايات المتحدة، ورفضت فكرة إنشاء وزارة دفاع ووزارة منفصلة للطيران، وأوصت بإصلاحات طفيفة شملت إعادة تسمية الخدمة الجوية للسماح لها بمزيد من الهيبة.
في أوائل عام 1926، رفضت لجنة الشؤون العسكرية في الكونجرس جميع مشاريع القوانين المقدمة إليها من كلا الجانبين بشأن هذه القضية، وقد توصلوا إلى حل وسط تم بموجبه إقرار نتائج لجنة مورو كقانون، مع توفير خطة خمسية للسلاح الجوي للتوسع والتطوير، وكان اللواء ماسون باتريك، رئيس الخدمة الجوية، قد اقترح أن يتم جعلها خدمة شبه مستقلة داخل وزارة الحرب على غرار سلاح مشاة البحرية داخل وزارة البحرية، ولكن تم رفض هذا الاقتراح، تم قبول التغيير التجميلي في الاسم فقط.وقد أدى هذا التشريع إلى تغيير اسم الخدمة الجوية إلى سلاح الجو على حد تعبير أحد المحللين، وبالتالي تعزيز مفهوم الطيران العسكري باعتباره ذراعًا هجومية ضاربة وليس خدمة مساعدة.
أصبح قانون سلاح الجو (44 Stat. 780) قانونًا في 2 يوليو 1926، وبموجب توصيات مجلس مورو، أنشأ القانون منصب مساعد إضافي لوزير الحرب للمساعدة في تعزيز الطيران العسكري، وأنشأ قسمًا جويًا في كل فرقة من فرق هيئة الأركان العامة لمدة ثلاث سنوات. سيخدم اثنان إضافيان من العميد كمساعدين لرؤساء سلاح الجو.استمرت الأحكام السابقة لقانون الدفاع الوطني لعام 1920 التي تنص على أن جميع الوحدات الطائرة يجب أن يقودها أفراد مصنفون فقط وأن يتم منح أجر الطيران، كما احتفظ سلاح الجو بشعار الأجنحة والدعائم باعتباره شعار فرعه حتى تم حله في عام 1947. أصبح باتريك رئيسًا لسلاح الجو، واستمر العميد جيمس إي. فيشيت في منصبه كمساعد أول لرئيس سلاح الجو في 17 يوليو 1926، تمت ترقية مقدمين إلى رتبة عميد لمدة أربع سنوات كمساعدين لرئيس سلاح الجو فرانك ب. لام، لقيادة مركز تدريب سلاح الجو الجديد، وويليام إي. جيلمور، قائدًا لقسم المواد.
ومع ذلك، فيما يتعلق بالقانون الجديد والتنظيم، خلص ويسلي ف. كرافن وجيمس ل. كيت في التاريخ الرسمي للقوات الجوية للجيش الأمريكي إلى ما يلي:
وكان مشروع القانون الذي تم إقراره في النهاية بمثابة حل وسط، لكنه كان يعتمد بشكل كبير على توصيات مورو، ولم يحدث قانون سلاح الجو الصادر في الثاني من يوليو/تموز عام 1926 أي ابتكار جوهري، لم يكن التغيير في التعيين يعني أي تغيير في الوض، كان سلاح الجو لا يزال فرعًا مقاتلًا للجيش يتمتع بمكانة أقل من سلاح المشاة.
ظل موقع الذراع الجوي داخل وزارة الحرب كما هو في الأساس كما كان من قبل، أي أن الوحدات الطائرة كانت تحت السيطرة التشغيلية لقيادات مناطق فيالق القوات البرية المختلفة وليس سلاح الجو، الذي ظل مسؤولاً عن شراء وصيانة الطائرات والإمداد والتدريب، وبسبب عدم وجود واجبات ومسؤوليات محددة قانونًا، أثبت منصب مساعد وزير الحرب للشؤون الجوية الجديد، الذي شغله ف. تروبي دافيسون من يوليو 1926 إلى مارس 1933، أنه لا يقدم الكثير من المساعدة في تعزيز استقلالية سلاح الجو.

### برنامج التوسع لمدة خمس سنوات
وقد أعطى قانون سلاح الجو الإذن بتنفيذ برنامج توسع لمدة خمس سنوات، ومع ذلك أدى نقص المخصصات إلى تأخير بدء البرنامج حتى الأول من يوليو/تموز 1927. اقترح باتريك زيادة إلى 63 سربًا تكتيكيًا من 32 سربًا موجودًا للحفاظ على برنامج مجلس لاسيتر الساري بالفعل، لكن رئيس الأركان الجنرال جون هاينز رفض التوصية لصالح خطة وضعها العميد هيو درام من القوات البرية والتي اقترحت 52 سربًاوقد نص القانون على التوسع إلى 1800 طائرة، و1650 ضابطًا، و15 ألف جندي مجند، على أن يتم الوصول إلى ذلك بزيادات منتظمة على مدى فترة خمس سنوات، ولم يتم تحقيق أي من الأهداف بحلول يوليو 1932، لم يتم تحقيق أي من الزيادات المتواضعة نسبيًا في الطائرات أو الضباط حتى عام 1938 لأنه لم يتم تخصيص الأموال الكافية أبدًا وأجبر ظهور الكساد الأعظم على خفض الأجور والتحديث في جميع المجالات في الجيشمن الناحية التنظيمية، تضاعف عدد القوات الجوية من سبع مجموعات إلى خمس عشرة مجموعة، لكن التوسع كان بلا معنى لأن الجميع كانوا يعانون من نقص خطير في الطائرات والطيارين( أصل المجموعات السبع الأولى الموضحة هنا ):
| مجموعة                       | محطة                      | تاريخ التفعيل  | نوع الطائرة |
| ---------------------------- | ------------------------- | -------------- | ----------- |
| مجموعة المطاردة الثامنة عشر  | ملعب ويلر، هاواي          | 20 يناير 1927  | PW-9        |
| مجموعة القصف السابعة         | روكويل فيلد، كاليفورنيا   | 1 يونيو 1928   | LB-7 ، B-3A |
| مجموعة المراقبة الثانية عشرة | بروكس فيلد، تكساس         | 1 أكتوبر 1930  | O-19        |
| مجموعة المطاردة العشرين      | ماثر فيلد، كاليفورنيا     | 15 نوفمبر 1930 | ص-12        |
| مجموعة المطاردة الثامنة      | لانغلي فيلد، فيرجينيا     | 1 أبريل 1931   | ص-6         |
| مجموعة المطاردة السابعة عشر  | مارش فيلد، كاليفورنيا     | 1 يوليو 1931   | ص-12        |
| مجموعة القنابل التاسعة عشر   | روكويل فيلد، كاليفورنيا   | 24 يونيو 1932  | ب-10        |
| مجموعة المطاردة السادسة عشر  | ملعب ألبروك، منطقة القناة | 1 ديسمبر 1932  | ص-12        |
| مجموعة النقل العاشرة         | باترسون فيلد، أوهايو      | 20 مايو 1937   | سي-27 سي-33 |

مع زيادة عدد وحدات سلاح الجو، زادت مستويات القيادة العليا أيضًا، الجناح الثاني الذي تم تفعيله في عام 1922 كجزء من الخدمة الجوية، ظل التنظيم الوحيد للجناح في سلاح الجو الجديد حتى عام 1929، عندما أعيد تسميته بجناح القصف الثاني تحسبًا لتفعيل جناح القصف الأول، مما يوفر جناح قصف على كل ساحلتم تفعيل الجناح القنبلي الأول في عام 1931، تلاه الجناح الهجومي الثالث في عام 1932، لحماية الحدود الجنوبية، وفي ذلك الوقت أصبح الجناح الأول هو الجناح الملاحق الأول، أصبحت الأجنحة الثلاثة بمثابة الأساس لقيادة القوات الجوية العامة عند تفعيلها في عام 1935.

### الطائرات والأفراد 1926-1935
اعتمد سلاح الجو نظام ألوان جديد لطلاء طائراته في عام 1927، حيث كان يتم طلاء طائراته حتى ذلك الحين باللون الزيتوني الداكن، وتم طلاء أجنحة وذيول الطائرات باللون الأصفر الكروم، مع عرض عبارة الجيش الأمريكي بأحرف سوداء كبيرة على السطح السفلي للأجنحة السفلية، تم طلاء دفات الذيل بشريط عمودي أزرق داكن عند مفصل الدفة و13 خطًا أفقيًا متناوبًا باللونين الأحمر والأبيض، وتم تغيير طلاء هياكل الطائرات من اللون الزيتوني الباهت إلى اللون الأزرق في أوائل ثلاثينيات القرن العشرين، واستمر هذا النمط حتى أواخر عام 1937، عندما تُركت جميع الطائرات الجديدة التي أصبحت الآن مصنوعة بالكامل من المعدن وغير مطلية باستثناء العلامات الوطنية.
كانت معظم مقاتلات المطاردة قبل عام 1935 من عائلات Curtiss P-1 Hawk (1926-1930) و Boeing P-12 (1929-1935)، وقبل تقديم الطائرة أحادية السطح المعدنية بالكامل في عام 1934، كانت معظم القاذفات الأمامية عبارة عن نسخ من القماش والخشب من تصميمات Keystone LB-6 (60 قاذفة من طراز LB-5A و LB-6 و LB-7) و B-3A (127 قاذفة من طراز B-3A و B-4A و B-5 و B-6A) ذات المحرك الشعاعي، بين عامي 1927 و1934، كانت طائرة كورتيس O-1 فالكون الأكثر عددًا من بين 19 نوعًا مختلفًا من طائرات المراقبة، وكانت طائرتها A-3 الأكثر عددًا من طائرات الهجوم التي حققت دور المراقبة والدعم الوثيق الذي حددته هيئة الأركان العامة باعتباره المهمة الأساسية لسلاح الجو.
كانت طائرات النقل المستخدمة خلال السنوات العشر الأولى من عمر سلاح الجو من نوع الطائرات ثلاثية المحركات إلى حد كبير، مثل طائرة أتلانتيك فوكر سي-2 وفورد سي-3، وتم شراؤها بأعداد صغيرة 66 إجماليًا لدرجة أنه تم توزيعها على قاعدة واحدة بطائرة واحدة، ومع انخفاض أعدادها وفائدتها، تم استبدالها بسلسلة من 50 طائرة نقل صغيرة بمحركين ومحرك واحد، وتم استخدامها لمهام الموظفين. تم إجراء تدريب الطيارين بين عامي 1927 و1937 في طائرة التدريب Consolidated PT-3، تلاها طائرة Stearman PT-13 والمتغيرات بعد عام 1937.
بحلول عام 1933، توسعت قوات الجو إلى قوة تكتيكية مكونة من 50 سربًا،21 سربًا للمطاردة، و13 سربًا للمراقبة، و12 سربًا للقصف، و4 سربًا للهجوم، كانت جميعها تعاني من نقص في الطائرات والرجال وخاصة الضباط، مما أدى إلى قيادة معظمها من قبل ضباط صغار عادة ما كانوا ملازمين أول بدلاً من كبار القادة كما هو مصرح بهآخر طائرة مقاتلة ذات قمرة قيادة مفتوحة استخدمتها القوات الجوية، وهي طائرة بوينج بي-26 بيزوتر، دخلت الخدمة في عام 1933 وسدت الفجوة بين الطائرات ثنائية السطح والمقاتلات الأكثر حداثة.
تم استدعاء سلاح الجو في أوائل عام 1934 لتسليم البريد في أعقاب فضيحة البريد الجوي، التي تورط فيها مدير عام مكتب البريد ورؤساء شركات الطيران، وعلى الرغم من الأداء المحرج الذي نتج عن العديد من الحوادث و13 حالة وفاة، والذي اعتبر فشلاً ذريعاً في وسائل الإعلام، أوصت مجالس التحقيق في عامي 1933 و1934 بتغييرات تنظيمية وتحديثية وضعت سلاح الجو مرة أخرى على مسار الاستقلال والانفصال النهائي عن الجيش، وقد أوصت لجنة الطبل بتشكيل قوة قوامها 2320 طائرة، ووافق عليها الكونجرس في يونيو 1936، ولكن الإدارة رفضت تخصيص الاعتمادات اللازمة لبناء هذه القوة حتى عام 1939، عندما أصبح احتمال اندلاع الحرب واضحاً، وبدلاً من ذلك انخفض مخزون سلاح الجو فعليًا إلى 855 طائرة إجمالية في عام 1936، بعد عام من إنشاء مقر القوات الجوية، والذي كان من الموصى به بحد ذاته أن يبلغ عدد طائراته 980 طائرة.
كان أخطر تداعيات فضيحة البريد الجوي هو تقاعد اللواء بنيامين فولوا من منصبه كرئيس لسلاح الجو تحت وطأة الانتقادات، وبعد وقت قصير من تحميل إدارة روزفلت له اللوم في إخفاقات سلاح الجو، تم التحقيق معه من قبل لجنة فرعية في الكونجرس بزعم الفساد في شراء الطائرات، وقد أدت المسألة إلى طريق مسدود بين رئيس اللجنة ويليام ن. روجرز ووزير الحرب جورج ديرن قبل إرسالها إلى المفتش العام للجيش، الذي حكم إلى حد كبير لصالح فولوا، واصل روجرز انتقاد فولوا بشدة طوال صيف عام 1935، وهدد بتخصيصات مستقبلية لسلاح الجو، وعلى الرغم من الدعم العلني الذي قدمه ديرن للزعيم المحاصر، كانت الإدارة على وشك طرد فولوا بسبب موقفه المفترض باعتباره طيارًا متطرفًا وانتقاداته العلنية للإدارة أثناء الجدل. تقاعد في ديسمبر 1935 لصالح الخدمة.
بدأت إدارة روزفلت البحث عن بديل له في سبتمبر 1935، مما أدى إلى تضييق الاختيار إلى اثنين من الرؤساء المساعدين الثلاثة، هنري كونجر برات وأوسكار ويستوفر. يبدو أن برات كان يتمتع بمؤهلات متفوقة، لكنه كان مسؤولاً عن شراء الطائرات خلال سنوات فولوا وكان ينظر إليه بحذر من قبل ديرن باعتباره قد يكون ميتشل أو فولوا آخر، تم اختيار ويستوفر لأنه كان النقيض الفلسفي للطياريين المتمردين في جميع النواحي، كونه لاعب فريق. 
إن التمرد المفتوح بين عامي 1920 و1935 من قبل الطيارين الذين توقعوا الحاجة إلى قوة جوية مستقلة من أجل تطوير الإمكانات الكاملة للقوة الجوية قد كلف حياة اثنين من أضواءها الأسطورية تقريبًا، فولوا وميتشل، وكاد أن يكلف سمعة اثنين آخرين، برات وهنري إتش أرنولد، ومن حيث مبدأ السيطرة المدنية على الجيش في زمن السلم، كانت تكتيكاتهم وسلوكهم غير مناسبين بشكل واضح، لقد أدى الصراع السياسي إلى تنفير المؤيدين في الكونجرس مؤقتًا، وكان له تأثير عكسي على تطوير سلاح الجو في الأمد القريب، كما أدى إلى تقوية معارضة هيئة الأركان العامة المعادية بالفعل، ولكن من خلال أخطائهم والرفض المتكرر، تعلم الطيارون ما كانوا ينقصهم الدليل على أن سلاح الجو قادر على تنفيذ مهمة فريدة من نوعها، القصف الاستراتيجي، وأن التهديد الحقيقي بحرب عالمية أخرى من شأنه أن يعكس أحوالهم قريبًا.

## التطور العقائدي

### القصف الاستراتيجي في الأدوار والمهام
في مارس 1928، وفي معرض تعليقه على عدم قدرة قاذفات Keystone LB-7 و Martin NBS-1 التابعة لوحدته على البقاء في القتال، أوصى المقدم هيو جيه كنير، قائد مجموعة القصف الثانية في مطار لانجلي بولاية فيرجينيا، بأن يعتمد سلاح الجو نوعين من القاذفات أحادية السطح المصنوعة بالكامل من المعدن، قاذفة نهارية قصيرة المدى وقاذفة ليلية طويلة المدى. قام المدربون في مدرسة التكتيكات الجوية (ACTS)، والتي كانت أيضًا في لانغلي آنذاك، بأخذ المفهوم خطوة أخرى إلى الأمام في مارس 1930 من خلال التوصية بأن تكون الأنواع خفيفة وثقيلة، حيث تكون الأخيرة قادرة على حمل حمولة قنابل ثقيلة لمسافات طويلة يمكن استخدامها أيضًا أثناء النهار.
في يناير 1931، وضع سلاح الجو قدمه في الباب لتطوير مهمة لا يملك أحد القدرة عليها سواه، وفي الوقت نفسه خلق الحاجة إلى التقدم التكنولوجي لمعداته، أراد رئيس العمليات البحرية الأدميرال ويليام في. برات الموافقة على اقتراحه بأن جميع الطيران البحري بما في ذلك الطائرات البرية مرتبط بحكم التعريف بعمليات الأسطول المتمركز على حاملات الطائرات، توصل برات إلى اتفاق مع رئيس أركان الجيش الجديد دوغلاس ماك آرثر يقضي بأن يتولى سلاح الجو مسؤولية الدفاع الساحلي وهي وظيفة أساسية للجيش تقليديا ولكنها وظيفة ثانوية في زمن الحرب للبحرية خارج نطاق مدافع المدفعية الساحلية للجيش، مما ينهي التكرار الواضح للبحرية للجهود في العمليات الجوية الساحلية. إن الاتفاقية التي كان من المقصود بها أن تكون بمثابة تعديل لبيان العمل المشترك بشأن الدفاع الساحلي الصادر في عام 1926، لم يتم اعتمادها من قبل مجلس الجيش والبحرية المشترك ولم تكن لها أي سلطة أخرى غير اتفاق شخصي بين رئيسي الخدمة، على الرغم من أن البحرية رفضت هذا البيان عندما تقاعد برات في عام 1934، إلا أن سلاح الجو تشبث بالمهمة، وزود نفسه بالأساس لتطوير القاذفات بعيدة المدى وإنشاء عقيدة جديدة لاستخدامها.
وقد أعطى صياغة نظريات القصف الاستراتيجي زخماً جديداً للحجة الداعية إلى إنشاء قوة جوية مستقلة، وكان القصف الاستراتيجي أو بعيد المدى يهدف إلى تدمير صناعة العدو وإمكاناته في مجال الحرب، ولم يكن هناك سوى خدمة مستقلة تتمتع بحرية التصرف في هذا الأمر، ولكن على الرغم مما اعتبرته عرقلة من جانب وزارة الحرب، والتي كان الكثير منها يرجع إلى نقص الأموال، فقد حقق سلاح الجو تقدماً كبيراً خلال ثلاثينيات القرن العشرين، وقد ظهرت عقيدة تؤكد على القصف الدقيق للأهداف الصناعية بواسطة طائرات بعيدة المدى مسلحة بشكل كبير.
لقد نشأت هذه العقيدة نتيجة لعدة عوامل، انتقلت مدرسة التكتيكات الجوية في يوليو 1931 إلى ماكسويل فيلد ، ألاباما، حيث قامت بتدريس دورة مدتها 36 أسبوعًا للضباط الصغار ومنتصفي حياتهم المهنية والتي تضمنت نظرية الطيران العسكري، وأصبح قسم القصف، تحت إشراف رئيسه، الرائد هارولد إل. جورج مؤثرًا في تطوير العقيدة ونشرها في جميع أنحاء سلاح الجو. أصبح تسعة من مدربيها معروفين في جميع أنحاء سلاح الجو باسم مافيا القاذفات، وأصبح ثمانية منهم بما في ذلك جورج جنرالات خلال الحرب العالمية الثانية، وعلى العكس من ذلك، وجد خبراء التكتيكات الخاصة بالمطاردة، وعلى رأسهم الكابتن كلير شينولت، رئيس قسم المطاردة بالمدرسة، أن نفوذهم يتضاءل بسبب تكرار فشلهم في أداء الطيران الملاحق، وأخيرًا مثلت العقيدة محاولة سلاح الجو تطوير استقلاليته عن هيئة الأركان العامة، التي فرضت تبعية الذراع الجوي من خلال تقييده بدعم القوات البرية والدفاع عن أراضي الولايات المتحدة.

### التقدم التكنولوجي في القاذفات
لقد تفوقت أنواع القاذفات الجديدة قيد التطوير بشكل واضح على أنواع المطاردة الجديدة، وخاصة في السرعة والارتفاع، والتي كانت تعتبر آنذاك الدفاعات الأساسية ضد الاعتراض، في عامي 1932 و1933، أظهرت المناورات واسعة النطاق أن المقاتلات غير قادرة على الصعود إلى الارتفاع بسرعة كافية لاعتراض النماذج الأولية المهاجمة من طراز B-9 وB-10 ، وهو فشل كامل لدرجة أن ويستوفر، بعد مناورات عام 1933، اقترح بالفعل إلغاء الملاحقات تمامًا.
كان عام 1933 عامًا محوريًا في تقدم تكنولوجيا الطيران حيث وصلت الطائرة المعدنية بالكامل إلى مرحلة النضج، بين عشية وضحاها تقريبًا على حد تعبير أحد المؤرخين، بسبب توفر أول مروحة عملية متغيرة الخطوة، إلى جانب تصميم أفضل وزن لهياكل الطائرات، أدى المروحة القابلة للتحكم إلى مضاعفة السرعات ونطاقات التشغيل على الفور دون تقليل أوزان الطائرات أو زيادة قوة المحرك، كما هو الحال في طائرة النقل المدنية دوغلاس دي سي-1 والقاذفة العسكرية مارتن بي-10.
تميزت طائرة B-10 بالابتكارات التي أصبحت معيارية على المستوى الدولي خلال العقد التالي طائرة أحادية السطح منخفضة الجناح مصنوعة بالكامل من المعدن، ومقصورات قيادة مغلقة، وأبراج مدافع دوارة، ومعدات هبوط قابلة للسحب، وحجرة قنابل داخلية، وأجهزة رفع عالية، وأغطية محرك كاملةلقد أثبتت طائرة B-10 تفوقها الشديد لدرجة أنه عندما تم تسليم 14 نموذجًا تجريبيًا تشغيليًا لها في عام 1934، تم إدخالها في عملية البريد الخاصة بسلاح الجو، وعلى الرغم من بعض المشكلات التي سببتها عدم معرفة الطيارين بالابتكارات، كانت بمثابة نقطة مضيئة. كان الإجراء الأول لإصلاح الصورة المتضررة لسلاح الجو هو نقل عشر طائرات YB-10 من مطار بولينج إلى ألاسكا، ظاهريًا لإجراء مسح للمطار، ولكن تم توقيت ذلك ليتزامن مع صدور تقرير مجلس بيكر في يوليو/تموز.
استمر التطوير الناجح لطائرة B-10 والطلبات اللاحقة لأكثر من 150 طائرة (بما في ذلك طراز B-12) في هيمنة القاذفة داخل سلاح الجو مما أدى إلى دراسة جدوى لقاذفة بأربعة محركات تزن 35 طنًا ( بوينج XB-15 ) في حين تبين لاحقًا أنها غير مناسبة للقتال لأن قوة المحركات الموجودة كانت غير كافية لوزنها، أدت طائرة XB-15 إلى تصميم النموذج الأصغر 299، والذي أصبح فيما بعد طائرة بوينج B-17 Flying Fortress، والتي كانت رحلتها الأولى في نهاية يوليو 1935، بحلول ذلك الوقت، كان لدى سلاح الجو مشروعان قيد التنفيذ لتطوير قاذفات ذات مدى أطول، المشروع أ لقاذفة ذات مدى يصل إلى 5,000 ميل (8,000 كـم)، والمشروع د لأحد المدى الذي يصل إلى 10,000 ميل (16,000 كـم) في يونيو 1936، طلب سلاح الجو 11 طائرة من طراز B-15 و50 طائرة من طراز B-17 لتعزيز قوات الدفاع في نصف الكرة الأرضية في هاواي وألاسكا وبنما، وتم رفض الطلب على أساس عدم وجود متطلبات استراتيجية للطائرات ذات هذه القدرات.

### مقاومة هيئة الأركان العامة لعقيدة سلاح الجو
كان الجيش والبحرية على دراية بالحركة المستمرة داخل سلاح الجو من أجل الاستقلال، وتعاونا لمقاومة هذه الحركة في الحادي عشر من سبتمبر عام 1935، أصدر المجلس المشترك بناءً على طلب البحرية وبموافقة ماك آرثر، بيان عمل مشترك جديد أكد مرة أخرى على الدور المحدود لسلاح الجو كمساعد للجيش المتنقل في جميع مهامه، بما في ذلك الدفاع الساحليصدر المرسوم بهدف إعادة سلاح الجو الناشئ إلى مكانه مرة أخرى، ومع ذلك فسر مؤيدو القاذفات لغتها بشكل مختلف، وخلصوا إلى أن سلاح الجو يمكنه إجراء استطلاع بعيد المدى، ومهاجمة الأساطيل المقتربة، وتعزيز القواعد البعيدة، ومهاجمة القواعد الجوية للعدو، وكل ذلك في تعزيز مهمته لمنع الهجوم الجوي على أمريكا.